# Martin Schuster (Politiker)

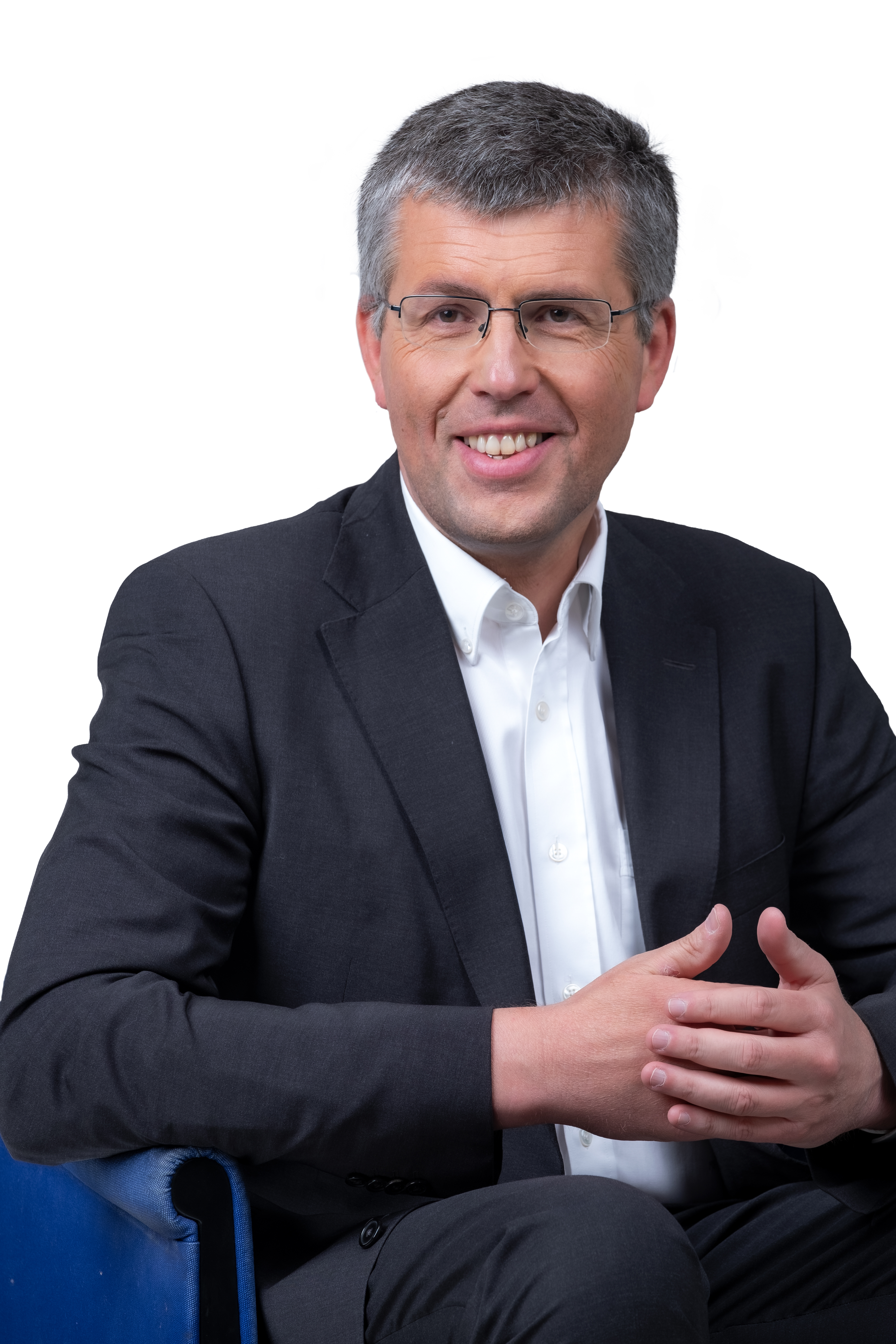
Martin Schuster (2019)

Martin Schuster (* 30. Mai 1967 in Wien) ist ein österreichischer Werbekaufmann und Politiker (ÖVP). Schuster war von 2008 bis September 2023 Abgeordneter zum Landtag von Niederösterreich, von 2002 bis Juni 2021 war er Bürgermeister von Perchtoldsdorf.

## Leben
Schuster besuchte die Volksschule in Perchtoldsdorf und wechselte danach an das Gymnasium in Perchtoldsdorf, das er mit der Matura abschloss. Er arbeitete von 1988 bis 2001 als Assistent einer Geschäftsführung und war danach von 2001 bis 2002 als politischer Referent der ÖVP Niederösterreich beschäftigt. Im Anschluss war Schuster von 2003 bis 2008 in der Dr. Heinrich Schuster Beteiligungsges.m.b.H. tätig. Politisch engagierte sich Schuster ab 1991 im Gemeinderat von Perchtoldsdorf und wurde bereits 1992 zum geschäftsführenden Gemeinderat gewählt. Von 2002 bis 15. Juni 2021 hatte er das Amt des Bürgermeisters in Perchtoldsdorf inne, am 10. April 2008 wurde er als Vertreter der ÖVP als Abgeordneter zum Niederösterreichischen Landtag angelobt. 
Im September 2023 schied Schuster aus dem Landtag aus, als sein Nachfolger als Klubobmann-Stellvertreter wurde Anton Erber designiert. Sein Landtagsmandat übernahm Marlene Zeidler-Beck. Als Obmann und Vorstandssprecher der NÖ Bau- und Siedlungsgenossenschaft (NBG)  folgte er 2023 Walter Mayr nach.
Er ist seit 1996 verheiratet und Vater zweier Söhne.

## Auszeichnungen
- 2019: Großes Silbernes Ehrenzeichen für Verdienste um die Republik Österreich[6]
- 2023: Silbernes Komturkreuz des Ehrenzeichens für Verdienste um das Bundesland Niederösterreich[7]